# 7-es villamos (Szeged)
A szegedi 7-es jelzésű villamos a Rókusi kórház / Somogyi utca és Kiskundorozsma között közlekedett. A viszonylatot a Szegedi Közlekedési Társaság üzemeltette.

## Története
Szeged és Kiskundorozsma között közlekedett 1950. december 20. és 1977. június 30. között.

### Előzmények
Szegeden a villamosközlekedés 1908-ban indult be. A Dorozsmára kijáró villamos ötlete még az 1910-es években merült fel. Az akkori tervek szerint a mai Dorozsmai út mellett haladt volna a pálya és a MÁV Rókusi pályaudvaránál csatlakozott volna a már meglévő villamospályához. A MÁV vágányainak keresztezése komoly problémát okozott, a két felmerült ötlet szerint egy alagútban vagy egy közúti-vasúti felüljárón haladt volna a pálya. 1922-ben a Kereskedelemügyi Minisztérium bizottsága megállapította, hogy egyik terv sem valósítható meg. Azt javasolták, hogy a már meglévő „temetői” vonal, Belváros temetői végállomásánál csatlakozzon a dorozsmai vonal a hálózathoz. 1926-ban autóbusz-közlekedés indult Szeged és Dorozsma között. A rengeteg utas bizonyította a korábbi elképzelések helyességét.

### Az építés
A második világháború után, 1949-ben kezdték építeni a vonalat, de a korábbi, 1922-es tervek alapján. A szegedi végállomás a rókusi kórháznál volt, a villamos a Boross József utcán át a Kálvária térre jutott ki, ahol csatlakozott a 3-as vonalhoz. A Belvárosi temető után építettek új pályát, a Fonógyári úton érte el a Dorozsmai utat, annak déli oldalán jutott el Dorozsmára, a templomig (a mai Dorozsmai út–Széchenyi István u. kereszteződése).
A vonal egyvágányú, kitérős rendszerű volt. Az új, 4824 méter hosszú szakaszon a Belvárosi temetőnél, a Postás Sporttelepnél, a kiskundorozsmai vasútállomásnál és a végállomáson voltak kitérők. A megállóknál a peronok azonos oldalon voltak, így olyan járművek is közlekedhettek, amelyeknek csak az egyik oldalán voltak ajtói. A vonal hátránya volt, hogy két vasútvonalat szintben keresztezett (Szeged–Békéscsaba és Cegléd–Szeged), esetenként a vonatok elhaladását meg kellett várniuk, valamint nagy kerülőt tett Szeged belterületén. Később is felmerült, hogy a vonal az Izabella-hídon keresztül érkezzen Szegedre. A 7-es villamost 1950. december 20-án, Sztálin születésnapja alkalmából adták át. Szeged belvárosába a rókusi végállomásnál az 1-esre, a Textilműveknél a 3-asra történő átszállással lehetett eljutni. Ekkoriban Dorozsma volt az egyetlen község Magyarországon, amely saját villamosvonallal rendelkezett. (Dorozsmát 1973-ban csatolták Szegedhez.)

### Módosítások

Szeged villamosvonalai 1950-ben. A térképen a 7-es nyomvonala bordóval látható.

A 7-es villamos végállomásai 1950–1977 között.

1951. január 22-étől a szegedi végállomást áthelyezték a Somogyi utcába. Itt az 1-essel volt átszállási kapcsolat, a Dugonics téren pedig a 2-essel is, amely ekkor a Felső Tisza-part és Ságváritelep (mai Kecskéstelep) között járt. Az új viszonylat hossza 8283 méter lett. Három motorkocsi, valamint pótkocsis szerelvény járt, a követési idő 24 perc volt.
1951. január 22-étől a Kálvária tér és a Mars tér között 8-as jelzéssel új járat is indult, amelyet azonban egy héttel később, 29-én megszüntettek az alacsony utasszám miatt.
1952-ben átépítették a Kálvária sugárúti szakaszt a Dugonics tér és a Veresács utca között, emiatt július 3. és október 6. között a 7-es villamos a Marx tér (Pulz utca) és Dorozsma között járt. Eközben a Marx téri szakaszt összekötötték a Kossuth Lajos sugárúton haladó 1-es vonal Szeged pályaudvar irányú vágányával. 1956. január 2-ától új betétjáratot is indítottak 7A jelzéssel, amely a Somogyi utca és a Textilművek között közlekedett. A 7A járatot ezután megszüntették, majd október 5-étől újra beindították és ismét megszüntették. 1962-ben Dorozsmán megszüntették a végállomáson lévő kitérőt.
Miután a Boross József utcai szakaszt rendbe hozták, a 7-es szegedi végállomását 1963. november 10-étől visszahelyezték a rókusi kórházhoz, a villamosok a Kossuth Lajos sugárútra is befordultak, hogy könnyebb legyen az átszállás az 1-esre. A 3-as is újraindult a Somogyi utca és a Textilművek között. Hátrány volt, hogy ismét kerülő volt a belváros felé, a 2-es villamossal nem volt átszállási lehetőség. A Kálvária sugárúton az egyvágányú pályát a 3-as és a 7-es viszonylat is használta, a 7-es menetideje megnőtt. A kórháznak problémát jelentett, hogy a villamosok hangosan csikorogtak, ezért a végállomást áthelyezték a kórház elé. Az Izabella-híd tervezett felújítása miatt ismét felmerült a régi ötlet, hogy a hídon vezessék át a villamost, a megvalósítására azonban nem jutott pénz.

### Megszüntetés

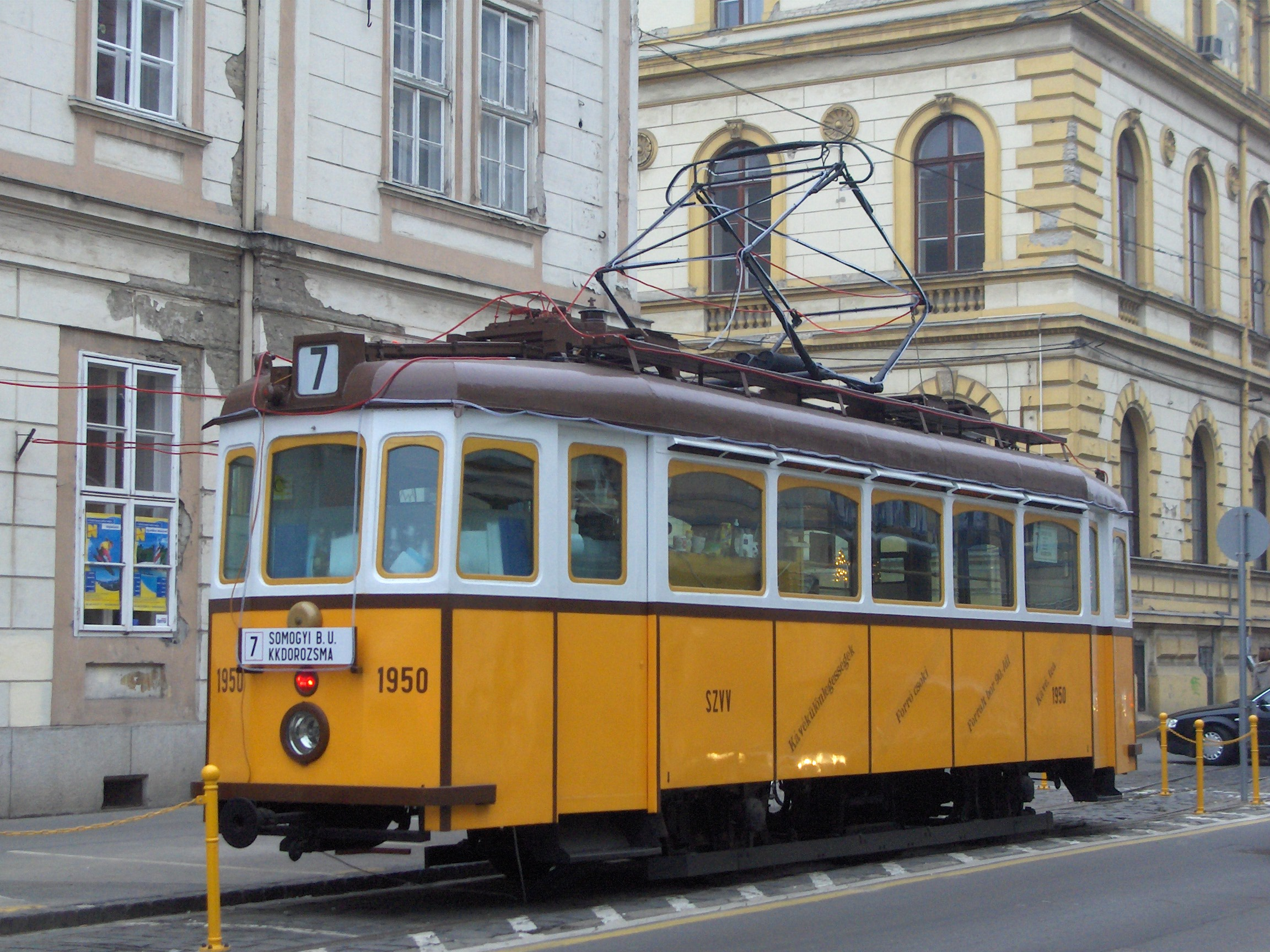
A dorozsmai villamos emlékére, a Somogyi utcában kiállított jármű. Ez a típus a szegedi vonalakon nem közlekedett, csak hasonlít régi járművekre

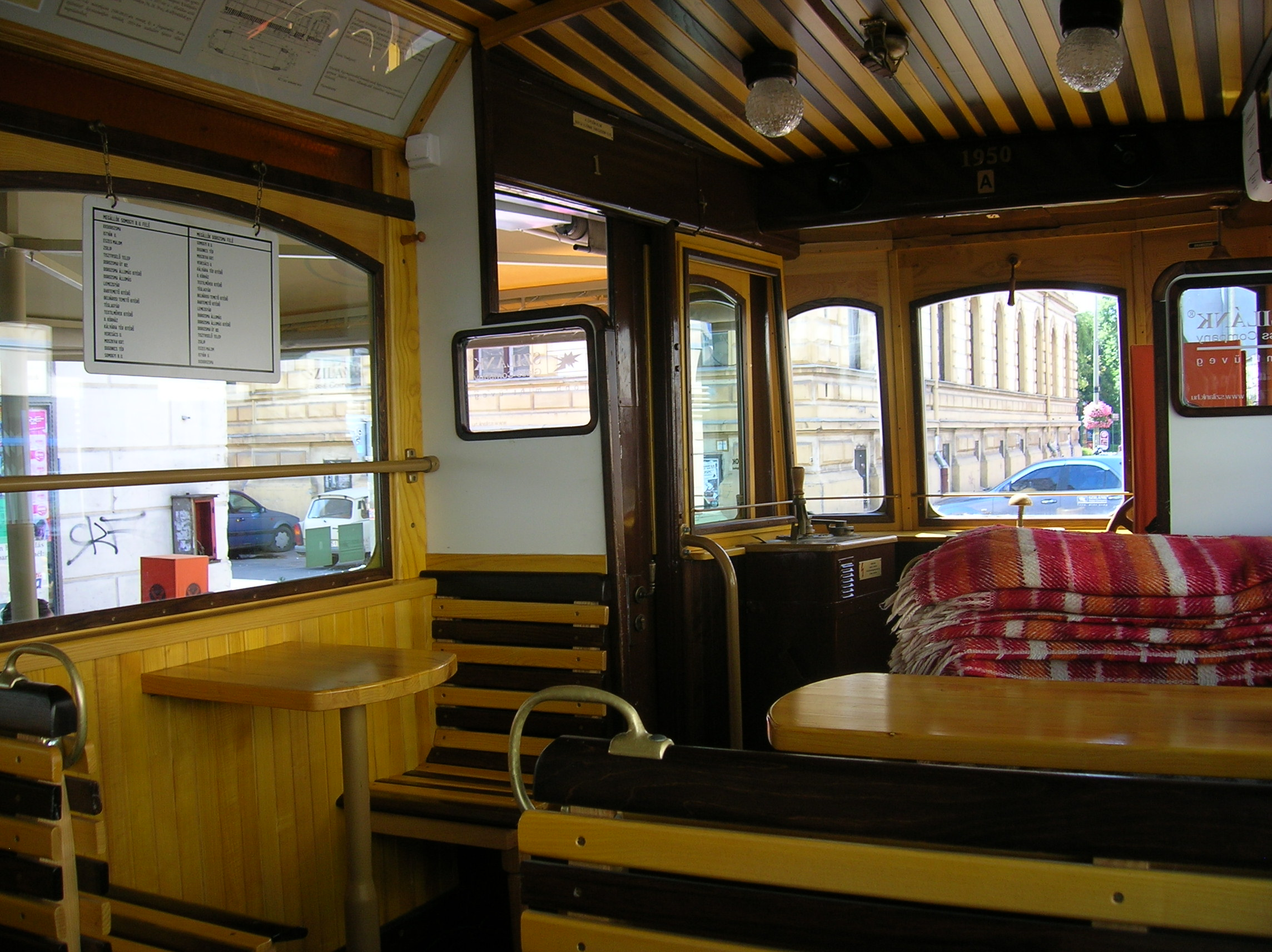
A kiállított villamos belülről

1955-ben elindult Szegeden az autóbusz-közlekedés, de az útvonalakat úgy határozták meg, hogy elkerülje a villamosvonalakat. Az 1960-as években a közúti közlekedést (az autóbuszt) részesítették előnyben. A magyarországi autóbuszgyártás (Ikarus) fellendülése miatt és az olajválság előtt az üzemanyag is olcsó volt. Az 1968-as közlekedéspolitikai koncepciónak a célja a kis forgalmú vasútvonalak megszüntetése vagy kétvágányúsítása volt. A 7-es is egyvágányú volt, úgy ítélték meg, hogy nem éri meg a második vágányt megépíteni.
1971-ben a móravárosi főgyűjtőcsatorna építése felszámolták a Boross József utcai szakaszt. A 7-es végállomása átkerült az Úttörő térre (Kálvária tér). Dorozsmáról egyre több utas járt be autóbusszal, mert kedvezőbbek voltak az átszállási kapcsolatai és gyorsabb is volt. 1972. január 1-jétől a végállomást az Előregyártó telepre helyezték át, amely a Cegléd–Szeged vonal Szeged felőli oldalán volt, a viszonylat hossza 2700 méterre csökkent. Így a vonal csak egy vasútvonalat keresztezett, de mindössze egy kocsi járt, 20 percenként. Idáig hosszabbították meg a 3-as vonalát, így villamossal Dorozsma és Szeged között már csak átszállással lehetett közlekedni. Az utasszám rohamosan csökkent. A vonal veszteséget termelt, végül 1977 januárjában döntöttek a megszüntetéséről. A utolsó üzemnapon, 1977. június 30-án ingyen lehetett utazni a járaton. Ezt követően a villamospályát elbontották, a nyomvonala helyén a Dorozsmai utat az Izabella híddal együtt irányonként két forgalmi sávosra bővítették és részben kerékpárutat építettek.

### A 7-es villamos után
A 3-as végállomása maradt az Előregyártó telepnél, de 1984 októberétől a Postás sporttelepig vágták vissza a vonalat, a nem használt szakaszt elbontották. 2003 októberében a Postás Sporttelep megállót is elvágták a hálózattól, a Fonógyári út mellett végződött a vonal. Itt 2011-ben deltavágányt építettek, hogy az egy vezetőállásos villamosok is meg tudjanak fordulni.

## Emlékezete
2005 óta a belvárosi Somogyi utcában egy, már használaton kívüli villamossínen áll egy 1912-ben gyártott, úgynevezett „ezres” típusú kocsi, amely korábban 1055-ös pályaszámmal Budapesten közlekedett. Ilyen típus sosem közlekedett Szegeden. A villamosra 1950-es pályaszámot festettek, annak emlékére, hogy 1950-ben indult meg a 7-es villamos. A muzeális korú villamos magántulajdonban van és vendéglátóhelyként működik. 2011 októberétől 1 éven át felújításon esett át.

## Megállóhelyei
| Dátum                 | Viszonylat                   | Megállóhelyek |
| --------------------- | ---------------------------- | --- |
| 1950. december 21-től | Marx tér (piac) – Dorozsma   | Marx tér (piac) – Bakay Nándor utca – Veresács utca – Kálvária kitérő – II. Kórház – Textilművek kitérő – Téglagyár – Belvárosi temető kitérő – Rabtemető kitérő (később Postás Sporttelep) – Lemezgyár – Dorozsma állomás – Dorozsma állomási kitérő – Dorozsmai út 82. – Tisztviselő telep – Zsilip – Eszes-malom – István utca – Dorozsma          |
| 1951. január 22-től   | Somogyi utca – Dorozsma      | Somogyi utca – Dugonics tér – Moszkvai körút – Veresács utca – Kálvária kitérő – II. Kórház – Textilművek kitérő – Téglagyár – Belvárosi temető kitérő – Rabtemető kitérő (később Postás Sporttelep) – Lemezgyár – Dorozsma állomás – Dorozsma állomási kitérő – Dorozsmai út 82. – Tisztviselő telep – Zsilip – Eszes-malom – István utca – Dorozsma |
| 1963. november 11-től | I. kórház – Dorozsma         | I. kórház – Marx tér – Bakay Nándor utca – Veresács utca – Kálvária kitérő – II. Kórház – Textilművek kitérő – Téglagyár – Belvárosi temető kitérő – Rabtemető kitérő (később Postás Sporttelep) – Lemezgyár – Dorozsma állomás – Dorozsma állomási kitérő – Dorozsmai út 82. – Tisztviselő telep – Zsilip – Eszes-malom – István utca – Dorozsma     |
| 1971-től              | Úttörő tér – Dorozsma        | Úttörő tér (Kálvária tér) – II. Kórház – Textilművek kitérő – Téglagyár – Belvárosi temető kitérő – Rabtemető kitérő (később Postás Sporttelep) – Lemezgyár – Dorozsma állomás – Dorozsma állomási kitérő – Dorozsmai út 82. – Tisztviselő telep – Zsilip – Eszes-malom – István utca – Dorozsma                                                      |
| 1972. január 1-től    | Előregyártó telep – Dorozsma | Előregyártó telep – Dorozsma állomási kitérő – Dorozsmai út 82. – Tisztviselő telep – Zsilip – Eszes-malom – István utca – Dorozsma |